# راندال ديلغادو
راندال ديلغادو (بالإسبانية: Randall Delgado)‏ هو لاعب كرة قاعدة بنمي، ولد في 9 فبراير 1990 في لاس تابلاس، لوس سانتوس ‏ في بنما.

## وصلات خارجية
- راندال ديلغادو على موقع دوري كرة القاعدة الرئيسي (الإنجليزية)
- راندال ديلغادو على موقعبيزبول رفرنس.كوم (الدوري الرئيسي) (الإنجليزية)
- راندال ديلغادو على موقعبيزبول رفرنس.كوم (الدوري الثانوي) (الإنجليزية)
- راندال ديلغادو على موقع إي إس بي إن.كوم (أم.أل.بي) (الإنجليزية)
- راندال ديلغادو على موقع مشجعي الرسوم البيانية (الإنجليزية)